# كول تاكر
كول تاكر (بالإنجليزية: Cole Tucker)‏ هو لاعب كرة قاعدة أمريكي، ولد في 3 يوليو 1996 في فينيكس في الولايات المتحدة.

## وصلات خارجية
- كول تاكر على موقع دوري كرة القاعدة الرئيسي (الإنجليزية)
- كول تاكر على موقعبيزبول رفرنس.كوم (الدوري الرئيسي) (الإنجليزية)
- كول تاكر على موقعبيزبول رفرنس.كوم (الدوري الثانوي) (الإنجليزية)
- كول تاكر على موقع إي إس بي إن.كوم (أم.أل.بي) (الإنجليزية)
- كول تاكر على موقع مشجعي الرسوم البيانية (الإنجليزية)